# Taça Stanley Rous
A Taça Stanley Rous foi uma competição de futebol de curta duração, que ocorria na segunda metade da década de 1980. Era disputada entre Inglaterra, Escócia e, nos últimos anos, uma equipe convidada da América do Sul. Este torneio foi criado em substituição ao British Home Championship.

## História
A Taça Stanley Rous surgiu das cinzas do British Home Championship, que foi interrompido em 1984. Inicialmente a competição (que recebeu o nome de Sir Stanley Rous, ex-secretário da The Football Association e ex-presidente da FIFA) era apenas um substituto do jogo anual entre as seleções da Inglaterra e da Escócia, que havia sido extinguida devido ao fim do British Home Championship. Assim, a competição consistia em apenas um jogo entre Inglaterra e Escócia, com vantagem da disputa em casa sendo alternada anualmente.
Depois de dois anos sob esse formato decidiu-se convidar uma equipe sul-americana diferente a cada ano para competir, afim de criar mais emoção e proporcionar à Inglaterra e à Escócia a possibilidade de jogar regularmente com equipes "mais fortes". Como agora havia três equipes competindo, um sistema de liga, assim como o utilizado no British Home Championship, foi introduzido. Cada equipe iria jogar com os outros dois uma vez, recebendo dois pontos por vitória, um por empate e nenhum por derrota, com o saldo de gols sendo usado como desempate. Inglaterra e Escócia continuaram jogando entre si em casa e fora, em anos alternados, mas o time sul-americano convidado iria jogar os dois jogos de em cada país.
Embora o fato de um grande número de escoceses viajarem para Londres ter sido uma característica dos jogos entre Inglaterra e Escócia, durante muitos anos, os torcedores ingleses viajando para Glasgow era insignificante, até 1987, quando pequenas tumultos assolavam o pátio do Hampden Park. Em 1989, os principais tumultos em Glasgow foram registrados em um número significativo, devido aos hooligans ingleses terem aparecido na competição pela primeira vez. Com os torcedores dos clubes ingleses banidos do futebol europeu naquele momento, a FA não gostaria de ver os torcedores da seleção proibidos também e o jogo Escócia x Inglaterra foi um jogo de alto nível que trouxe o interesse de todo o mundo. Este foi um fator importante para o desaparecimento da disputa.
A taça foi interrompida, após cinco anos, em 1989. A disputa anual entre Inglaterra e Escócia também foi abandonada neste momento. Por muitos anos, desde então, a rivalidade mais antiga do futebol mundial só foi renovado quando as duas nações estavam reunidas na fase de grupos da Euro 96 e em um de dois jogos do play-off da eliminatória para a Euro 2000. Um amistoso também foi disputado em agosto de 2013, o que significa que as equipes só jogaram entre si quatro vezes desde que a disputa anual foi descontinuada em 1989.
Em abril de 1986 foi disputado o confronto Inglaterra vs. Escócia, voltando a ser jogado no período do ano que geralmente acontecia, nos anos do pós-guerra antes que os Home Internationals estavam concentrados em maio de 1969. Em todos os outros anos, a Taça Stanley Rous foi disputada em maio. Isso geralmente caia logo após o fim das temporadas nacionais em cada país. Em 1989, coincidiu com o fim da temporada doméstica inglesa, que tinha sido prorrogada depois que a disputa foi paralisada devido ao Desastre de Hillsborough.
Ao todo, nas cinco edições do torneio, foram disputados onze jogos assistidos por um público total de 537 532 pessoas, chegando a uma média de 48 866,5 pessoas por jogo.

## Pontuação geral
| Seleção    | Pts | T | J | V | E | D | GF | GC | SG | %      |
| ---------- | --- | - | - | - | - | - | -- | -- | -- | ------ |
| Inglaterra | 10  | 5 | 8 | 3 | 4 | 1 | 7  | 4  | +3 | 62.50% |
| Escócia    | 6   | 5 | 8 | 2 | 2 | 4 | 4  | 7  | –3 | 37.50% |
| Brasil     | 3   | 1 | 2 | 1 | 1 | 0 | 3  | 1  | +2 | 75.00% |
| Colômbia   | 2   | 1 | 2 | 0 | 2 | 0 | 1  | 1  | 0  | 50.00% |
| Chile      | 1   | 1 | 2 | 0 | 1 | 1 | 0  | 2  | –2 | 25.00% |

Nota: dois pontos por vitória e um ponto por empate

## Recordes
- Mais jogos: Chris Waddle, Roy Aitken e Alex McLeish - 8 jogos
- Mais gols: Gary Lineker - 2 gols
- Maior público: 92 000 (Inglaterra x Brasil, 1987)
- Menor público: 9 006 (Escócia x Chile, 1989)
- Média de público: 48 866,54 pessoas por jogo

## Artilharia
2 Gols
- Gary Lineker

1 Gol
| - Richard Gough - Graeme Souness - Alan McInally - Murdo MacLeod | - Terry Butcher - Glenn Hoddle - Peter Beardsley - Chris Waddle - Steve Bull | - Mirandinha - Raí - Valdo - Andrés Escobar |